# Стіжок (гора)
Гора́ «Стіжо́к» — гора-останець, геологічна пам'ятка природи місцевого значення в Україні. Розташована між селами Стіжком і Антонівцями Кременецького району Тернопільської області, неподалік від гори Уніас, у кварталі 55 виділах 13-16, кварталі 56 виділах 10-11 лісового урочища «Антонівці-Свинодебри» Волинського лісництва.
Площа — 9,8 га, статус пам'ятки природи отриманий у 1971 році.
Відчленована ерозією від північно-східного краю Кременецьких гір. Висота гори — 357 м. Має конічну форму з плоскою вершиною. Складається з пластів крейдових мергелів, неогенових пісків, пісковиків і вапняків та антропогенових суглинків. Круті схили вкриті буково-грабовим, біля підніжжя — широколисто-сосновим лісом.
На горі розташовані рештки літописної фортеці Істожек.
Входить до складу національного природного парку «Кременецькі гори».